# Cytherella abyssorum
Cytherella abyssorum är en kräftdjursart som beskrevs av Georg Ossian Sars. Cytherella abyssorum ingår i släktet Cytherella och familjen Cytherellidae. Arten är reproducerande i Sverige. Inga underarter finns listade i Catalogue of Life.